# منظمة إقليمية

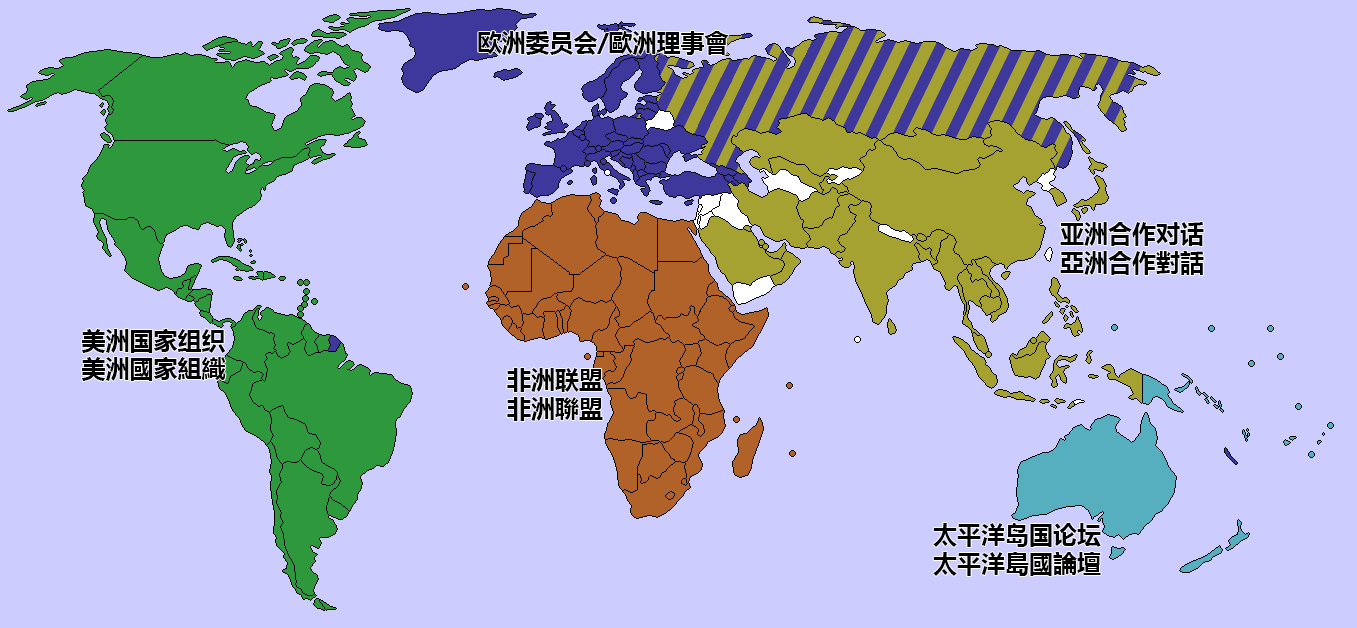
خريطة توضح منظمة إقليمية تضم تقريبًا البلدان أو المناطق التي تنتمي إلى كل قارة. ملاحظة: كل من روسيا وتركيا عضوان في مجلس أوروبا وحوار التعاون الآسيوي.

المنظمات الإقليمية هي شكل من أشكال التنظيم الدولي بوجه عام، لذلك، فقد أقر ميثاق هيئة الأمم قيام تنظيمات إقليمية تعالج الأمور المتعلقة بحفظ السلم والأمن الدوليين ما دامت هذه المنظمات الإقليمية تلتزم بنشاطها مقاصد الأمم المتحدة ومبادئها وتضم المنظمات الإقليمية مجموعة من الأفراد والأشخاص من الجنسيات المختلفة والمتعددة في نطاق جغرافي محدد.
ومن هذه المنظمات الإقليمية:
- مجموعة الكاريبي
- جامعة الدول العربية
- الاتحاد الأفريقي
- منظمة الدول الأمريكية
- الاتحاد الأوروبي
- رابطة دول جنوب شرق آسيا
- اتحاد دول أمريكا الجنوبية
- مجلس التعاون الخليجي
- اتحاد المغرب العربي
- منظمة الألسكو
- الاتحاد الأفريقي لكرة القدم
- وتعمل هذه المنظمات في تعاون مع قرارات الأمم المتحدة